# الجيران (مسلسل)
الجيران, مسلسل  كويتي، درامي خليجي اجتماعي من بطولة الفنان الإماراتي الكبير أحمد الجسمي، والفنان السعودي عبد المحسن النمر ومجموعة من الفنانين المتميزين.
يطرح المسلسل العلاقة بين الجيران في ظل المتغيرات الاجتماعية والاقتصادية الطارئة على مجتمع الخليج، محذراً من بداية تزعزع مفهوم الجيرة.

## بطولة
- أحمد الجسمي موسى.
- عبد المحسن النمر يوسف.
- هند البلوشي ساره.
- مرام ليلى.
- فاطمة الحوسني فاطمة.
- حبيب غلوم والد ليلى.
- أحمد إيراج راشد.
- في أخت ليلى الصغيرة.
- غزلان بدور.
- مريم حسين

## القصة
تدور الأحداث في محيط مجموعة من الجيران وآخرون تفرقوا بحكم صعودهم الاجتماعي ولكن لا زالت تربطهم علاقات بجيرانهم السابقين، فنتعرف على طموحاتهم ورغباتهم الجامحة في الصعود الاجتماعي ولو على حساب علاقة هذه الجيرة التي لم تعد تمثل لهم غير إدعاءات فارغة يقفزون عليها كلما وقفت عائقا أمام تحقيق رغباتهم.

## الشخصيات والادوار
موسى الذي يدعي مساعدة جيرانه ولكنه يستغل حاجتهم لتحقيق طموحاته في الترقي والحصول على الثروة، فيعمد إلى استغلال قريبه والضغط على زوجته،
راشد الشاب الطيب الوفي لوالده وعائلته الصغيرة الذي عاش قصة حب مع بنت الجيران «سارة»، والذي يتعرض لخديعة من قبل أخيه «محمد».

## وصلات خارجية
صفحة المسلسل على قناة سما دبي